# 土耳其护照
土耳其护照是土耳其发给土耳其公民供其出入国（边）境、在国（境）外旅行或居留时证明其国籍和身份的旅行证件。北塞浦路斯公民也可申请土耳其护照，以前往不接納北塞浦路斯护照為合法旅遊證件的國家和地區。
土耳其护照由土耳其安全总局签发（或由土耳其驻尼科西亚大使馆向土耳其籍塞浦路斯人签发），申请人在当地拥有护照办公室的警察局填写申请表。2010年6月1日以后签发的护照为10年（特殊护照为5年）有效期的电子护照。

## 类别
- 普通护照（土耳其語：Umuma mahsus pasaport），在2010年以后也被称为栗色护照（土耳其語：Bordo pasaport）。是给不符合以下任一护照类型的土耳其公民签发的国际旅行证件。[3]

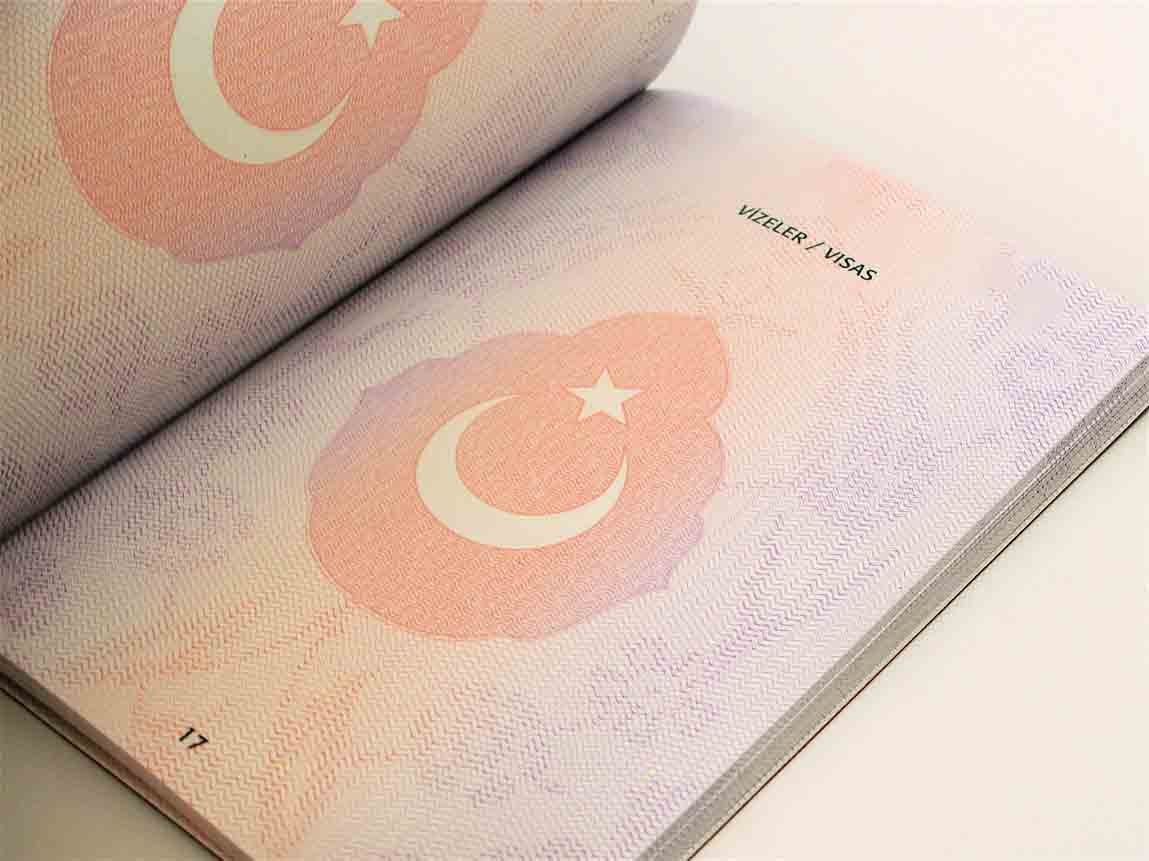
土耳其电子护照的一页

- 特殊护照（土耳其語：Hususi pasaport），也被称为绿色护照（土耳其語：Yeşil pasaport），允许持证人免签证前往部分地区。[4]绿色护照向以下人士签发：[5]
  - 土耳其大国民议会成员
  - 在职的一、二、三级公务员
  - 已退休的一、二、三级公务员
  - 市长
  - 特殊护照持有人的配偶
  - 未满25岁的未婚或无业的特殊护照持有人子女
- 服务护照 （土耳其語：Hizmet passport），也被称为灰色护照（土耳其語：Gri pasaport）。灰色护照向以下人士签发：[6]
  - 无外交护照资格但却需以官方或政府相关的目的出国的
  - 国家运动员
  - 在土耳其为会员国的国际组织任职的土耳其公民
  - 国际红十字与红新月运动职员
  - 土耳其航空协会职员
  - 服务护照持有人的配偶
  - 未满25岁的未婚或无业的服务护照持有人子女
- 外交护照（土耳其語：Diplomatik pasaport），在2010年以后也被称为黑色护照（土耳其語：Siyah pasaport）。黑色护照向以下人士签发[7]
  - 土耳其大国民议会成员和部长
  - 司法机关大法官及其助理
  - 外交官
  - 国际问题谈判代表
  - 外交护照持有人配偶，只能与主护照持有人同行时使用
  - 未满18岁的未婚或无业且与父母为外交护照持有人住在一起的子女，只能与主护照持有人同行时使用

## 电子护照
土耳其符合国际民用航空组织的新电子护照自2010年6月1日开始发行。申请人可通过政府网站提交申请，护照会通过邮寄方式送达。

## 签证要求

对土耳其公民提供免签或落地签政策的国家和地区
土耳其
向土耳其公民免签证的国家和地区
向土耳其公民提供落地签的国家和地区
向土耳其公民提供电子签证的国家和地区
需要签证

根据2025年1月8日发布的亨利护照指数，土耳其护照可免签证、落地签证或电子签证入境116个国家和地区，位居世界第46，与俄罗斯护照并列。

## 相册

普通护照
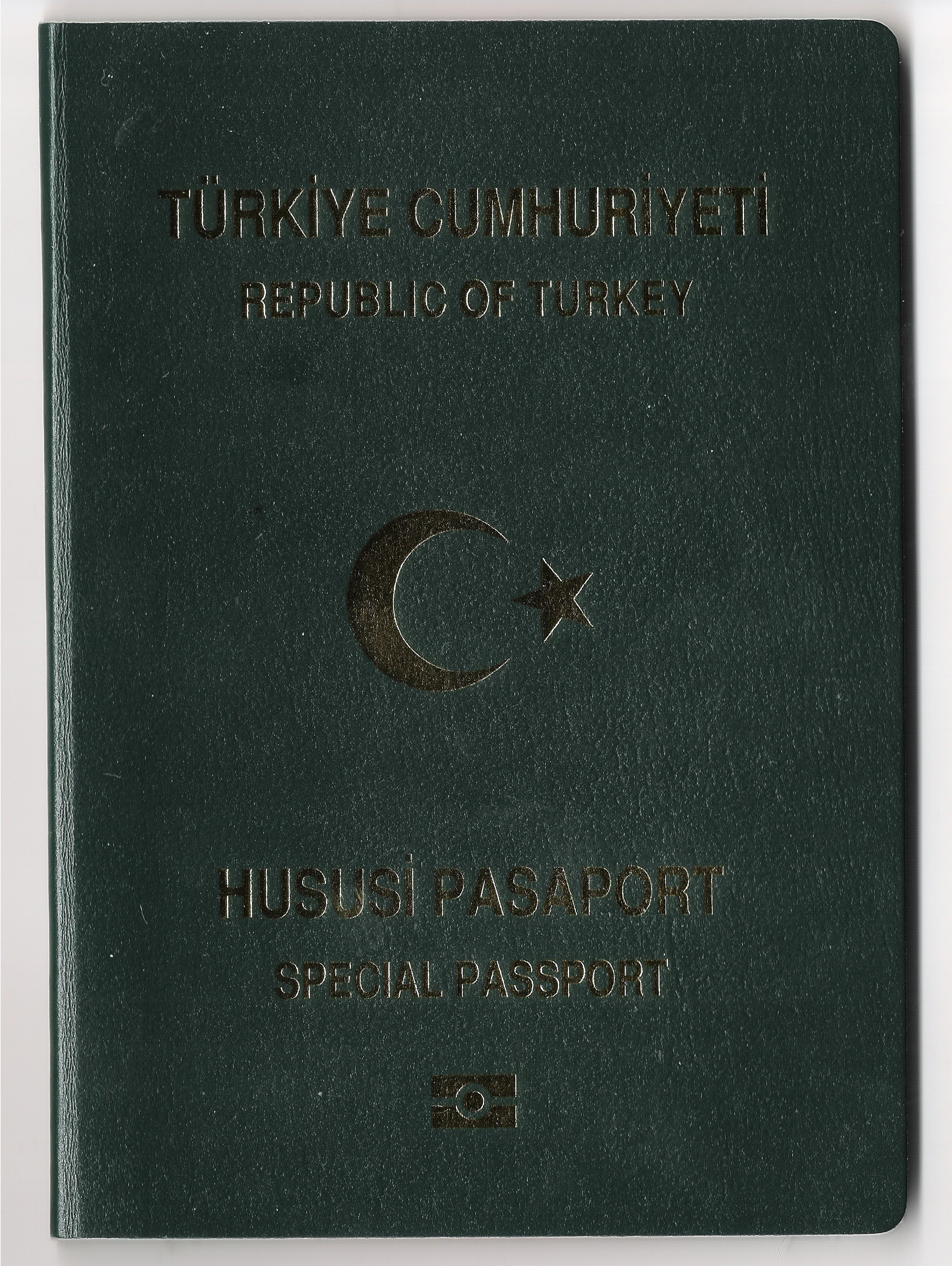
特殊护照
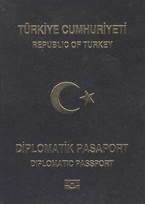
外交护照
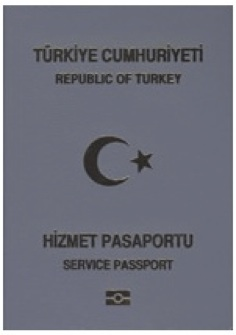
服务护照
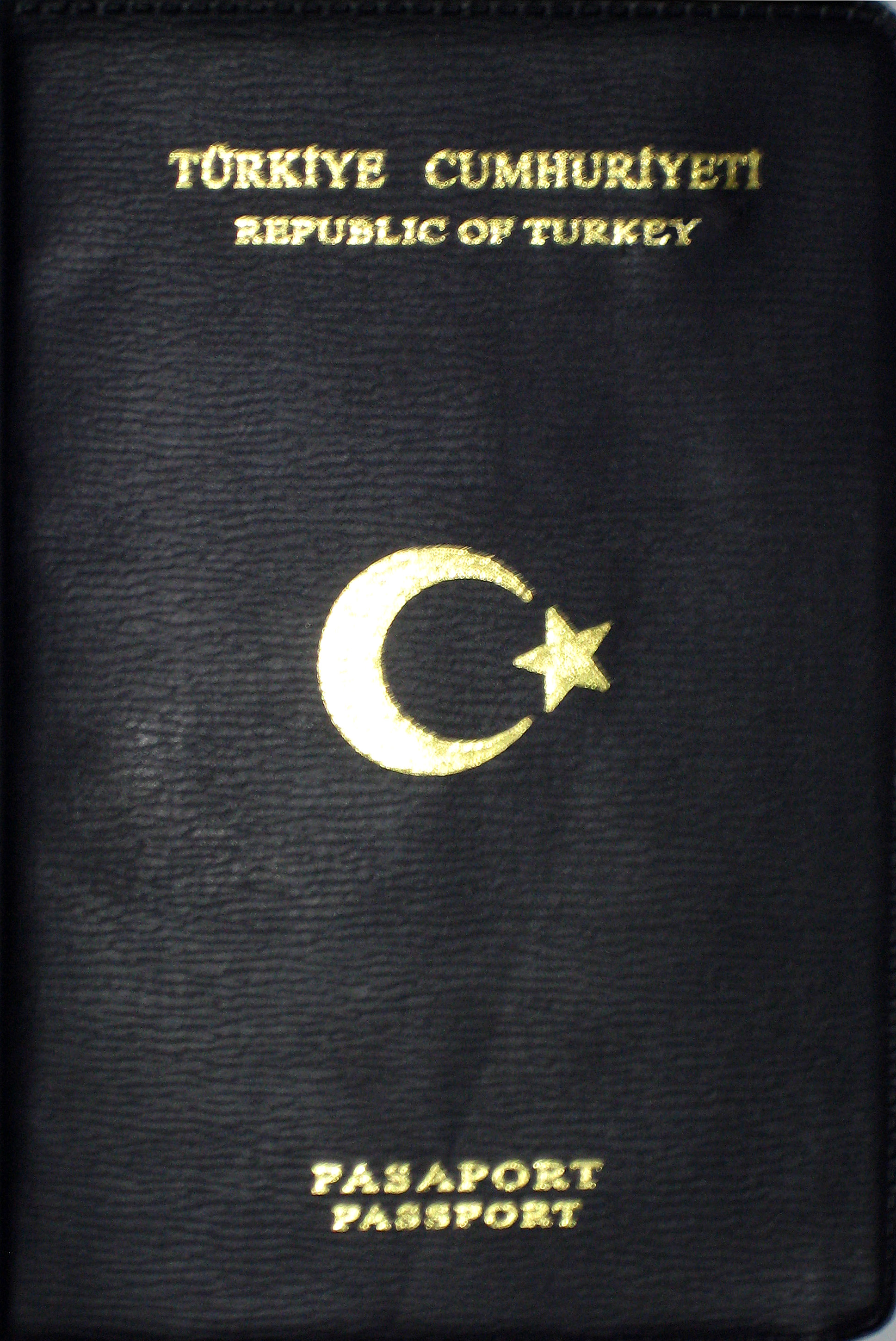
普通护照（2010年5月31日停止签发）
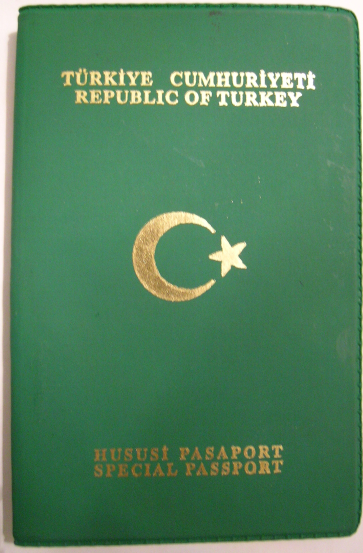
特殊护照（2010年5月31日停止签发）